# Liège (provincie)
Liège (germană Lüttich, neerlandeză Luik), este o provincie valonă din Belgia. Capitala este Liège și este divizată în patru arondismente.

## Comune
Provincia Liège conține 84 de comune, grupate în patru arondismente administrative, din care 14 au titlul de oraș.
| 1. Amay 2. Amel 3. Ans 4. Anthisnes 5. Aubel 6. Awans 7. Aywaille 8. Baelen 9. Bassenge 10. Berloz 11. Beyne-Heusay 12. Blegny 13. Braives 14. Büllingen 15. Burdinne 16. Burg-Reuland 17. Bütgenbach 18. Chaudfontaine 19. Clavier 20. Comblain-au-Pont 21. Crisnée 22. Dalhem 23. Dison 24. Donceel 25. Engis 26. Esneux 27. Eupen 28. Faimes | 29. Ferrières 30. Fexhe-le-Haut-Clocher 31. Flémalle 32. Fléron 33. Geer 34. Grâce-Hollogne 35. Hamoir 36. Hannut 37. Héron 38. Herstal 39. Herve 40. Huy 41. Jalhay 42. Juprelle 43. Kelmis 44. Liège 45. Lierneux 46. Limbourg 47. Lincent 48. Lontzen 49. Malmedy 50. Marchin 51. Modave 52. Nandrin 53. Neupré 54. Olne 55. Oreye 56. Ouffet | 57. Oupeye 58. Pepinster 59. Plombières 60. Raeren 61. Remicourt 62. Saint-Georges-sur-Meuse 63. Saint-Nicolas 64. Sankt Vith 65. Seraing 66. Soumagne 67. Spa 68. Sprimont 69. Stavelot 70. Stoumont 71. Theux 72. Thimister-Clermont 73. Tinlot 74. Trois-Ponts 75. Trooz 76. Verlaine 77. Verviers 78. Villers-le-Bouillet 79. Visé 80. Waimes 81. Wanze 82. Waremme 83. Wasseiges 84. Welkenraedt |

Despre Liege , in general.

Comunele provinciei Liège

Liege este un oras francofon din regiunea Valonia din Belgia, capitala provinciei cu acelasi nume. Orasul este situat pe cursul fluviului Meuse si este cel mai important centru economic din Valonia.Aflat la intersectia unei importante retele de autostrazi ce leaga Paris de Amsterdam si Koln, Liege este un oras european foarte important.
Orasul Liège, cunoscut ca fiind cel mai francofon oras din Belgia, atrage multi turisti, in special francezi, olandezi si germani din tarile vecine.Mai mult decat atat, este un orasul cu exponenti de seama, printre care Georges Simenon, unul dintre cei mai prolifici autori ai secolului XX, Zenobe Gramme, inventatorul dinamului si numerosi muzicieni si compozitori de marca precum A.Gretry, Eugene Ysaye sau Cesar Frank.
Cafenelele si restaurantelor din orasul Liège sunt amenajate in stil traditional, barurile studentesti ofera o atmosfera incantatoare oricarui turist.
In centrul orasului si in special pe strazile cartierului Le Carre cei pasionati de cumparaturi vor gasi cu siguranta tot ce au nevoie.
Liege este totodata un oras verde care se mandreste cu multe parcuri si gradini publice.In piata La Batte, mai bine de 500 de comercianti se aduna in fiecare zi de duminica, dis de dimineata, pe malurile raului Meuse. Acestia isi prezinta pe o distanta de mai bine de patru kilometri produsele alimentare.Daca vizitati orasul Liège in perioada iernii, trebuie sa treceti si prin Piata de Craciun. In timpul lunii decembrie Mos Craciun isi stabileste resedinta in centrul orasului fermecat, Liège, in apropiere de Palatul Princiar al Episcopilor.